# Liste des ministres lettons des Affaires étrangères
Cet article présente la liste des ministres lettons des Affaires étrangères, de 1990 à aujourd'hui.
| Nom                      | Portrait | Début             | Fin              | Parti politique   |
| ------------------------ | -------- | ----------------- | ---------------- | ----------------- |
| Jānis Jurkāns (en)       |          | 22 mai 1990       | 10 novembre 1992 | Front populaire   |
| Georgs Andrejevs (en)    |          | 10 novembre 1992  | 7 juin 1994      | Voie lettonne     |
| Valdis Birkavs           |          | 19 septembre 1994 | 16 juillet 1999  | Voie lettonne     |
| Indulis Bērziņš (de)     |          | 16 juillet 1999   | 7 novembre 2002  | Latvian Way       |
| Sandra Kalniete          |          | 7 novembre 2002   | 9 mars 2004      | Indépendante      |
| Rihards Pīks             |          | 9 mars 2004       | 19 juillet 2004  | Parti populaire   |
| Artis Pabriks            |          | 21 juillet 2004   | 28 octobre 2007  | Parti populaire   |
| Māris Riekstiņš          |          | 8 novembre 2007   | 17 mars 2010     | Parti populaire   |
| Aivis Ronis              |          | 29 avril 2010     | 3 novembre 2010  | Indépendant       |
| Ģirts Valdis Kristovskis |          | 3 novembre 2010   | 25 octobre 2011  | Unité             |
| Edgars Rinkēvičs         |          | 25 octobre 2011   | 8 juillet 2023   | Parti réformateur |
| Edgars Rinkēvičs         | Unité    | 25 octobre 2011   | 8 juillet 2023   |                   |
| Arturs Krišjānis Kariņš  |          | 8 juillet 2023    | 10 avril 2024    | Unité             |
| Baiba Braže              |          | 19 avril 2024     | en fonction      | Indépendante      |